# Споменик незнаним јунацима у Гложану
Споменик Тимочке дивизије је направљен у виду обелиска са пирамидалном капом на врху. Сличан је по форми многим споменицима који су прављени у то време. Једноставан је, без пластичне декорације. Једино обележје је војнички мач. На споменику се налази мермерна плоча са натписом.
Споменик је направљен од бетона и откривен 27. октобра 1927. године. Откривању су присуствовали краљ изасланик, дивизијски ђенерал Јосиф Костић и пуковник Глигорије Хаџи-Јовановић.
Приликом изградње новог аутопута (коридор 10), споменик се нашао на траси и морао је бити незнатно измештен.
Путниче стани, овде почива 49 српских незнаних ратника који храбро изгибоше 24. октобра злосрећне 1915. године јуначки бранећи мост који прелазиш. Лака им српска земља.
Спомен је подигла 56 класа питомаца Војне Академије уз учешће Лесковчана.